# Giacomo Chiapponi
Giacomo Chiapponi (Piacenza, 1894 – Piacenza, 1993) è stato un ingegnere e politico italiano, sindaco di Piacenza dal 10 luglio 1951 al 27 maggio 1956.

## Biografia
Discendente da una famiglia di agricoltori, si laureò in ingegneria al politecnico di Torino e in questa città lavorò per  alcuni anni.
Democristiano, fu eletto sindaco dopo le elezioni amministrative del 10 giugno 1951 e fu a capo della prima amministrazione di centro del comune di Piacenza, formata da Democrazia Cristiana e Psdi, con l'appoggio esterno del Pli. Introdusse il servizio dei tram nella città. In precedenza aveva fatto parte del consiglio provinciale. Oltre alla professione di ingegnere e agli incarichi politici ricoprì cariche in enti e associazioni locali. Si spense a Piacenza all'età di 99 anni.